# Spirit 101D
Spirit 101D  byl vůz formule 1, který se účastnil mistrovství světa v roce 1985. Byl vyroben ve Velké Británii, konstruktéy byli Gordon Coppuck a Tim Wright. Poprvé se vůz představil v Grand Prix Brazílie 1985.

## Technická data
- Motor: Hart 415T
  - L4
  - Objem: 1495 cc
  - Vstřikování Marelli
  - Palivový systém Lucas f.i.
  - Palivo Shell
  - Výkon: 780/10200 otáček
  - Převodovka: Hewland 5stupňová.
  - Pneumatiky: Pirelli
  - Hmotnost 550 kg

## Piloti
- Mauro Baldi
- Allen Berg

## Statistika
- 4 Grand Prix
- 0 vítězství
- 0 pole positions
- 0 bodů
- 0 x podium

- Žlutě – vítězství / Modře – 2 místo / Červeně – 3 místo / Zeleně - bodoval

| Rok  | 1   | 2   | 3   | 4   | 5   | 6   | 7   | 8  | 9   | 10  | 11  | 12  | 13  | 14  | 15  | 16  | 17 | 18 | 19 |
| ---- | --- | --- | --- | --- | --- | --- | --- | -- | --- | --- | --- | --- | --- | --- | --- | --- | -- | -- | -- |
| 1985 | BRA | POR | SMA | MON | KAN | USA | FRA | GB | NĚM | RAK | HOL | ITA | BEL | EUR | JAR | AUS | *  | *  | *  |